# Masuyo Shiraishi
Masuyo Shiraishi (jap. 白石 益代, Shiraishi Masuyo) ist eine ehemalige japanische Fußballspielerin.

## Karriere
Shiraishi wurde 1981 in den Kader der japanischen Nationalmannschaft berufen und kam bei der Fußball-Asienmeisterschaft der Frauen 1981 zum Einsatz. Insgesamt hat sie vier Länderspiele für Japan bestritten.